# Ilse Köhne
Ilse Terese Köhne, född 13 oktober 1994 i Karlskrona, är en svensk tidigare handbollsmålvakt.

## Handbollskarriär
Ilse Köhne började spela handboll i Karlskronaklubben Hästö IF. Hon flyttade lite senare till Lund och spelade för KFUM Lundagård där hon var med och tog klubbens första USM-guld för A-flickor 2011.
Köhne debuterade i elitserien säsongen 2012-2013 med H43/Lundagård. Men när klubben drog sig ur elitserien efter säsongen tog hon steget till Eslövs IK istället. Hon spelade i klubben två år innan hon 2015 lämnade för Kärra HF, då hon flyttade till Göteborg för att studera. Hon spelade sedan för Kärra HF halva serien i damallsvenskan, men slutade spela efter 11 matcher och stod som suspenderad.
Säsongen 2016-2017 spelade hon för Karlskrona Handboll i födelsestaden.

## Klubbar
- Hästö IF
- KFUM Lundagård
- H43/Lundagård (–2013)
- Eslövs IK (2013–2015)
- Kärra HF (2015–2016)
- Karlskrona Handboll (2016–2017)